# 瀋陽市 (中華民國)
- 關於中華人民共和國現時設置的遼寧省瀋陽市，請見「沈阳市」。
- 關於中華人民共和國曾經設置的直轄市，請見「沈阳市 (中华人民共和国直辖市)」。

瀋陽市，通稱瀋陽，是中華民國在1928年至1932年間及戰後1945年至1947年間的市，之後因1947年公布的《東北新省區方案》中升格成為東北地區內的3個直轄市之一，為兩岸分治前全国12个直辖市之一。暂为辽宁省省会:171。
是當時東北最大工業中心及第一大都市。与今沈阳市辖区不尽相同。因国军在国共内战东北战场失利，于1948年底失守。

## 歷史
民國十七年（1928年）12月，東北易幟。並於次年的1月23日，由南京中央政治會議議定將原先的奉天市改稱瀋陽市，並向各省明令公布。2月5日，國民政府頒布第91號訓令，將奉天省更名为遼寧省，並自3月1日起實施。3月1日，東北政務委員會遵照中央政治議會之決議，改奉天市為瀋陽市。4月12日，東北政務委員會便將奉天市政公所更名为瀋陽市政公所:28，此為中華民國首次在法律上將該地區稱呼為瀋陽市。
1932年關東軍於東北成立满洲国，並將瀋陽市改名為奉天市。
民國三十四年（1945年）8月，日軍投降，滿州國滅亡，國民政府積極準備接收東北。8月31日，國民政府明令將東北三省劃為九省，以熊式輝為東北行營主任，駐長春。9月初，任命東北九省省政府主席。但蘇聯在東北遲不撤兵，且處處阻撓國民政府接收，另一方面又掩護林彪之共軍進據東北各要點。國軍開向東北接收時之工作遂致困難重重。12月27日，市長董文琦與接收人員前往瀋陽。
民國三十五年（1946年）1月至3月，國軍先後佔領營口，進駐瀋陽，為確保此東北最大都市之安全，當局立即展開攻略遼南的軍事行動；國軍掃蕩遼南共軍，勢如破竹，僅十餘日遼南即告底定，瀋陽已無後顧之憂。國軍復以瀋陽為中心，再向北、東方向作等距離掃蕩，5月3日進入本溪，本溪湖、撫順等工業區亦相繼收復。原在錦州的東北行營、東北保安司令部，遼寧省政府相繼入駐瀋陽；東北其他省市首長、中央各部會特派員以及其他機構負責人均各率接收人員先後由北平來到瀋陽，準備隨軍接收。
民國三十六年（1947年）6月5日，国民政府公布《東北新省區方案》同时公布辽宁省所辖县市。6月7日，国府公布瀋陽市改院轄市，直隸行政院。暂为辽宁省省会:171，173。1947年，中華民國內政部编撰的《中華民國行政區域簡表》中，沈阳市人口1094504人，“市区尚未划定”:216。
1947年6月，遼東與北滿共軍，先後大舉向吉、長地區進攻，國軍遇戰不利，退守四平街。共軍主力乘勢南進圍攻四平，爆發「四平战役」。國軍抽調遼南之新六軍及錦州、熱東之九十三軍，會合在瀋陽附近之五十三軍，北進解圍，擊破共軍，解四平街之圍，但遼南廣大區域因此為中共控制。民國三十七年（1948年）春季，共軍截斷中長、北寧兩路之交通，並擊破國軍遼南、遼北各據點，瀋陽、長春、吉林先後孤立，全賴空運補給。年底遼西會戰前，大部分地區為中共所控；10月15日，錦州失守；19日，經數個月的長春包圍戰後失守；11月2日解放軍正式進入瀋陽，中華民國在東北的統治結束，中共全面控制中國大陸東北。